# Batis pririt
La batis pririt (Batis pririt) és un ocell de la família dels platistèirids (Platysteiridae).

## Hàbitat i distribució
Habita estepes amb acàcies del sud-oest d'Angola, Namíbia (excepte el nord-est), Botswana (excepte en nord-est i est), i oest i centre de Sud-àfrica a l'oest i sud de la Província del Cap, sud-oest de Transvaal i oest de l'Estat Lliure d'Orange.